# Brett Hauer
Brett Hauer, född 11 juli 1971 i Richfield, Minnesota, USA, är en amerikansk tidigare ishockeyback.

## Priser och utmärkelser
- WCHA:s första-allstarlag (1993)
- NCAA Wests amerikanska första-allstarlag (1993)
- IHL:s första-allstarlag (1999, 2000, 2001)
- Governor's Trophy (bäste försvarsspelare i IHL) (2000, 2001)[1]

## Större landslagsturneringar
- Världsmästerskapet 1993
- Olympiska vinterspelen 1994
- Världsmästerskapet 1995
- Världsmästerskapet 2003
- Världsmästerskapet 2004
- Världsmästerskapet 2005

### Fotnoter
1. ↑  http://www.oursportscentral.com/services/releases/?id=2708143